# Laverda (producent motocykli)
Laverda (Moto Laverda S.A.S. – Dottore Francesco Laverda e fratelli) - były włoski producent motocykli. Firma została założona w 1873, gdy Pietro Laverda utworzył firmę zajmująca się sprzętem rolniczym. Po 75 latach wnuk założyciela Francesco Laverda by wspomóc zaniedbany przez dwie wojny światowe region założył fabrykę motocykli pod nazwą Moto Laverda S.A.S. – Dottore Francesco Laverda e fratelli. w 2000 Laverda, wraz z historycznym rywalem, Moto Guzzi została wchłonięta najpierw przez Aprilię, która z kolei została wchłonięta przez Piaggio.